# آدمجي حاجي داود
السير آدمجي حاجي داود (30 يونيو 1880 - 27 يناير 1948)، رجل أعمال باكستاني ومحسن، أسس مجموعة آدمجي. كما كان ناشطًا في حركة باكستان.
بحلول الأربعينيات أصبح داود شخصية بارزة في الأوساط التجارية في الهند وبورما. صاحب محمد علي جناح، وعينه مستشارًا لحركة حرية المسلمين، وبعد تأسيس باكستان. أقنع داود شعب ميمون بأكمله والعديد من المجتمعات الإسلامية الكجراتية الأخرى بالهجرة إلى باكستان بناءً على طلب جناح، أسس أيضًا مؤسستين رئيسيتين هما إم سي بي بنك المحدود وشركة أورينت إيرويز المحدودة رائدة الخطوط الجوية الباكستانية الدولية. وكان الغرض منهما هو مساعدة عملية الهجرة من خلال توفير وسيلة نقل للمسلمين إلى باكستان وإنشاء مرافق مصرفية في الدولة الجديدة.